# Alsodes gargola
Az Alsodes gargola a kétéltűek (Amphibia) osztályának békák (Anura) rendjébe és az Alsodidae családba tartozó faj.

## Előfordulása
Az Alsodes gargola Argentína Patagónia régiójának endemikus faja. A Río Negro (a Nahuel Huapi nemzeti parkban az A. g. gargola alfaj), a Neuquén (a Lonco Luan vulkanikus fennsíkjain az A. g. neuquensis alfaj) és a Chubut tartományban (a Parque Nacional Los Alerces és a Parque Nacional Lago Puelo nemzeti parkokban) honos 200–2200 méteres tengerszint feletti magasságban.
Természetes élőhelye a mérsékelt övi erdők, szubtrópusi vagy trópusi száraz bozótosok, folyók, édesvizű tavak és mocsarak.